# Wild Wild West (bài hát của Will Smith)
"Wild Wild West" là một bài hát của rapper người Mỹ Will Smith hợp tác với nhóm nhạc nước Mỹ Dru Hill và rapper người Mỹ Kool Moe Dee cho nhạc phim của bộ phim năm 1999 cùng tên mà Smith thủ vai chính. Ngoài ra, bài hát cũng xuất hiện trong album phòng thu thứ hai của ông, Willennium (1999). Nó được phát hành vào ngày 4 tháng 5 năm 1999 như là đĩa đơn đầu tiên trích từ hai album bởi Overbrook Entertainment ở Hoa Kỳ cũng như Interscope Records và Columbia Records ở nhiều thị trường khác. Đây là một bản hip hop và R&B kết hợp với những yếu tố của funk được viết lời bởi Smith và Rob Fusari, và được sản xuất bởi Fusari và Mark Wilson, trong đó sử dụng đoạn nhạc mẫu từ bài hát năm 1976 của Stevie Wonder "I Wish" và một phần điệp khúc từ bài hát cùng tên của Kool Moe Dee.
Sau khi phát hành, "Wild Wild West" nhận được những phản ứng tích cực từ các nhà phê bình âm nhạc, trong đó họ đánh giá cao giai điệu bắt tai cũng như quá trình sản xuất của nó. Bài hát còn nhận được một đề cử giải Grammy cho Trình diễn solo Rap xuất sắc nhất tại lễ trao giải thường niên lần thứ 42. "Wild Wild West" cũng gặt hái những thành công vượt trội về mặt thương mại, lọt vào top 10 ở tất cả những quốc gia nó xuất hiện, bao gồm vươn đến top 5 ở Áo, Bỉ, Canada, Đan Mạch, Pháp, Đức, Ireland, Ý, New Zealand, Na Uy, Tây Ban Nha, Thụy Điển, Thụy Sĩ và Vương quốc Anh. Tại Hoa Kỳ, bài hát đạt vị trí số một trên bảng xếp hạng Billboard Hot 100 trong một tuần, trở thành đĩa đơn quán quân thứ hai của Smith và đầu tiên của Dru Hill lẫn Kool Moe Dee tại đây.
Video ca nhạc cho "Wild Wild West" được đạo diễn bởi Paul Hunter, trong đó những diễn viên chính của bộ phim hóa thân thành những nhân vật của họ, bên cạnh sự xuất hiện của nhiều nghệ sĩ khách mời như Stevie Wonder, Enrique Iglesias, Babyface và MC Lyte. Nó đã ngay lập tức nhận được nhiều lượt yêu cầu phát sóng trên những kênh truyền hình âm nhạc như VH1, BET và chương trình Total Request Live của MTV. Ngoài ra, video còn nhận được ba đề cử tại giải Video âm nhạc của MTV năm 1999 cho Video của năm, Video xuất sắc nhất từ một bộ phim và Video có vũ đạo xuất sắc nhất, nhưng không thắng giải nào. Được ghi nhận là một trong những bài hát nổi bật nhất trong sự nghiệp âm nhạc của Smith, "Wild Wild West" đã xuất hiện trong album tuyển tập đầu tiên của ông, Greatest Hits (2002) và được trình diễn ở một số sự kiện, bao gồm giải Điện ảnh của MTV năm 1999.

## Danh sách bài hát
Đĩa CD maxi tại châu Âu
1. "Wild Wild West" – 4:05
2. "Wild Wild West" (bản radio) – 3:29
3. "Wild Wild West" (a cappella) – 4:05
4. "Miami" (Miami phối) – 4:40
5. "Just the Two of Us" (Rodney Jerkins phối lại, hợp tác với Brian McKnight) – 4:14

Đĩa CD tại Anh quốc
1. "Wild Wild West" – 4:05
2. "Gettin' Jiggy Wit It" (bản album) – 3:48
3. "Big Willie Style" (hợp tác với Lisa "Left Eye" Lopes) – 3:35

Đĩa CD maxi tại Anh quốc
1. "Wild Wild West" – 4:05
2. "Miami" (Jason Nevins' Live on South Beach Dub) – 5:11
3. "Chasing Forever" – 4:16

Đĩa CD tại Hoa Kỳ
1. "Wild Wild West" – 4:05
2. "Y'all Know" (bản album) – 3:57

## Xếp hạng
| Bảng xếp hạng (1999)                     | Vị trí cao nhất |
| ---------------------------------------- | --------------- |
| Úc (ARIA)                                | 8               |
| Áo (Ö3 Austria Top 40)                   | 5               |
| Bỉ (Ultratop 50 Flanders)                | 5               |
| Bỉ (Ultratop 50 Wallonia)                | 3               |
| Canada (RPM)                             | 3               |
| Canada Dance/Urban (RPM)                 | 5               |
| Đan Mạch (Tracklisten)                   | 3               |
| Châu Âu (European Hot 100 Singles)       | 1               |
| Phần Lan (Suomen virallinen lista)       | 6               |
| Pháp (SNEP)                              | 4               |
| Đức (Official German Charts)             | 3               |
| Ireland (IRMA)                           | 4               |
| Ý (FIMI)                                 | 5               |
| Hà Lan (Dutch Top 40)                    | 3               |
| Hà Lan (Single Top 100)                  | 2               |
| New Zealand (Recorded Music NZ)          | 2               |
| Na Uy (VG-lista)                         | 2               |
| Tây Ban Nha (PROMUSICAE)                 | 4               |
| Thụy Điển (Sverigetopplistan)            | 4               |
| Thụy Sĩ (Schweizer Hitparade)            | 2               |
| Anh Quốc (OCC)                           | 2               |
| Hoa Kỳ Billboard Hot 100                 | 1               |
| Hoa Kỳ Hot R&B/Hip-Hop Songs (Billboard) | 3               |
| Hoa Kỳ Pop Airplay (Billboard)           | 4               |
| Hoa Kỳ Rhythmic (Billboard)              | 4               |

| Bảng xếp hạng (1999)                  | Vị trí |
| ------------------------------------- | ------ |
| Australia (ARIA)                      | 49     |
| Belgium (Ultratop Flanders)           | 38     |
| Belgium (Ultratop Wallonia)           | 13     |
| Canada (RPM)                          | 20     |
| Canada Dance/Urban (RPM)              | 45     |
| Denmark (Tracklisten)                 | 25     |
| Europe (European Hot 100 Singles)     | 17     |
| Finland (Suomen virallinen lista)     | 45     |
| France (SNEP)                         | 20     |
| Germany (Official German Charts)      | 25     |
| Italy (FIMI)                          | 37     |
| Japan (Tokyo Hot 100)                 | 17     |
| Netherlands (Dutch Top 40)            | 43     |
| Netherlands (Single Top 100)          | 29     |
| New Zealand (Recorded Music NZ)       | 42     |
| Norway Summer Period (VG-lista)       | 5      |
| Sweden (Sverigetopplistan)            | 34     |
| Switzerland (Schweizer Hitparade)     | 9      |
| UK Singles (Official Charts Company)  | 32     |
| US Billboard Hot 100                  | 33     |
| US Hot Rap Songs (Billboard)          | 14     |
| US Hot R&B/Hip-Hop Songs (Billboard)  | 61     |
| US Hot Soundtrack Singles (Billboard) | 6      |

## Chứng nhận
| Quốc gia                                                                           | Chứng nhận | Số đơn vị/doanh số chứng nhận |
| ---------------------------------------------------------------------------------- | ---------- | ----------------------------- |
| Úc (ARIA)                                                                          | Vàng       | 35.000^                       |
| Bỉ (BEA)                                                                           | Vàng       | 25.000*                       |
| Pháp (SNEP)                                                                        | Vàng       | 250.000*                      |
| Đức (BVMI)                                                                         | Vàng       | 0^                            |
| New Zealand (RMNZ)                                                                 | Vàng       | 7,500*                        |
| Na Uy (IFPI)                                                                       | Vàng       | 10,000*                       |
| Thụy Sĩ (IFPI)                                                                     | Vàng       | 25.000^                       |
| Anh Quốc (BPI)                                                                     | Vàng       | 480,000                       |
| Hoa Kỳ (RIAA)                                                                      | Vàng       | 500,000                       |
| * Chứng nhận dựa theo doanh số tiêu thụ. ^ Chứng nhận dựa theo doanh số nhập hàng. |            |                               |